# Markus Arnold
Markus Arnold (* 15. April 1953; † 4. Oktober 2020) war ein Schweizer Theologe und Politiker (CVP).

## Ausbildung, Studium
Arnold studierte an der Universität Zürich, an der Theologischen Hochschule Chur, und der Universität Fribourg, wo er auch promovierte, Pädagogik und Theologie.

## Beruf und Werk
Von 1981 bis 1992 war er Religionslehrer an der Kantonsschule Hohe Promenade in Zürich. Von 1988 bis 1999 leitete er die katholische Gemeinde Oberrieden am Zürichsee. Ab 1992 lehrte er Moraltheologie, später Theologische Ethik am Religionspädagogischen Institut der Universität Luzern und arbeitete dort schliesslich ab 1999 als Studienleiter. 2018 hielt er seine Abschiedsvorlesung und widmete sich wieder der Gemeindearbeit. Bis 2018 war er Mitglied der Eidgenössische Ethikkommission für die Biotechnologie im Ausserhumanbereich.
Er war ein früher Verfechter der Firmung im Alter von 17 Jahren und darüber, was heute in der Schweiz weitgehend üblich ist.

## Politik
Kirchenpolitisch war Markus Arnold 13 Jahre lang Mitglied der katholischen Synode des Kantons Zürich. Von 1995 bis 1999 war er dort Präsident.
Ab 2000 war er Mitglied im Zürcher Verfassungrat für die neue Kantonsverfassung von 2005. Ab 2002 war er dort auch Fraktionspräsident der CVP. Von 2004 bis 2011 war Arnold Präsident der CVP des Kantons Zürich. Arnold war als Präsident der CVP Zürich früh der Meinung, dass der Zusatz "Christlichdemokratisch" im Parteinamen zu überdenken sei, weil der Versuch die Partei überkonfessionell zu gestalten, gerade im protestantischen Zürich gescheitert sei.

## Privates
Arnold war verheiratet und Vater dreier Töchter.

## Werke (Auswahl)
- Kontext und Moral. Zur Korrelation von Weltethik und Heilsethos. Zugleich Dissertation an der Universität Fribourg. P. Lang, Bern 1988, ISBN 3-261-03899-3.
- Politik und Ethik in christlicher Verantwortung. Rex-Verlag, Luzern 2010, ISBN 978-3-7252-0888-3.
- Wege der Versöhnung. Grundlagen und Modelle der Bußpraxis in Kinder-, Familien- und Gemeindekatechese. Katholisches Bibelwerk, Stuttgart 2004, ISBN 978-3-460-08018-8.
- Die Bussfeier. Theologie – Modelle – Meditationen. Rex-Verlag, Luzern 1998, ISBN 978-3-7252-0673-5.